# Zibovnik
Zibovnik – wieś w Słowenii, w gminie Cerknica. W 2018 roku pozostawała niezamieszkana.